# Kisari Dzsungelgyümölcsös Természetvédelmi Terület

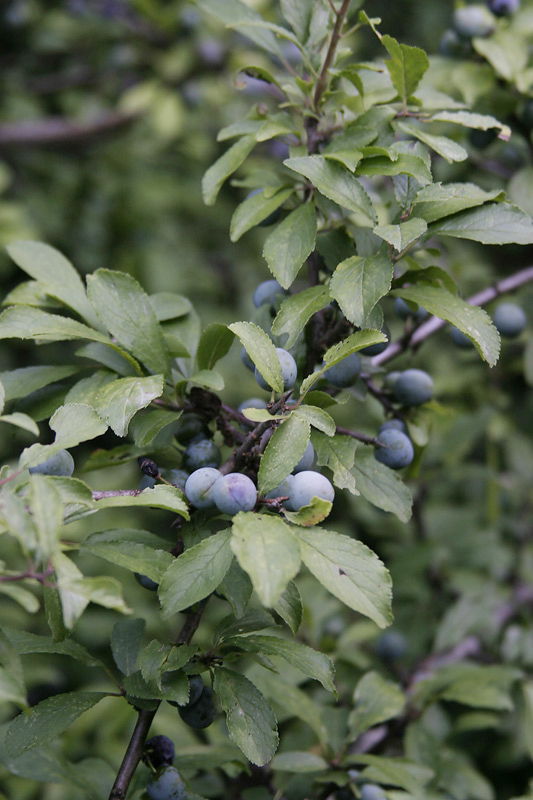
Szilvafaág

A Tisza árterében, Kisar határában található a környék egyik máig fennmaradt legnagyobb, körülbelül 16 hektár területű ártéri dzsungelgyümölcsöse, amely természetvédelmi terület a Szatmár-beregi Tájvédelmi Körzet része, de szabadon látogatható.

## Fekvése
Fehérgyarmattól északra, a Tisza bal oldali árterében, Kisar határában fekszik.

## Története
A környék (Szamos- és Tiszahát) ártéri gyümölcsöseit – a fennmaradt hagyományok szerint – még a honfoglalás idején ültették elődeink, más vélemény szerint viszont nem emberi tevékenység hozta létre őket, hanem a víz vagy madár hordta magok gyökereztek le az ártéren, idővel erdőt alkotva, majd a fák gyökérsarjairól, elhullott magvak és gyümölcsök által állandóan pótlódott, megújult. A magról kelt, ártereken, töltések mentén és kubikgödrökben sűrű bozótot alkotó gyümölcsbokrokat legtöbbször csak megritkították, hogy egyenes fákká növekedjenek, mert bokorként különben nem hoznának termést.  Az új hajtásokat pedig csak oltani kellett, hogy nemes gyümölcsöt hozzanak. E gyümölcsfák kezelése az oltáson, átültetésen kívül esetleg a sűrű lombozat ritkításából és az elszáradt vagy viharban megsérült ágak eltávolításából állt.
A Tisza, a Szamos és a Túr mentén, különösen a Szamos felső folyásánál Csengertől Olcsvaapátiig valóságos gyümölcserdőségek voltak. Itt a Tiszahát, Szamoshát és a Túr árvíz járta lankáin magról és gyökérről különösen dúsan hajtott a szilva.
Már a 15–16. századból maradtak feljegyzések az itteni kertekben lévő aszalókemencékről, lekvárfőző katlanokról, a 18. századtól e vidéken már szeszfőző kazánokról is hírt adtak a fennmaradt leírások.
A Tisza- és Szamoshát vidékéről egykor tutajokon, szekereken szállították a szilvát, almát és a szilvapálinkát a szomszédos alföldi megyékbe, de idejártak szilváért az Ecsedi-láp vidékéről és Szabolcsból is, cserébe gabonát adtak érte.
A szilván kívül az itteni ártéri gyümölcsösökben alma és körtefélék, meggy is termett. Az almafélék közül a bőralmát elvermelték télire is, mert úgy jobb árat kaptak érte.
Ezek a gyümölcsfák ősi fajok utódai, legnagyobb értékük, hogy kártevők nem sokat árthatnak nekik, nem nagyon van szükségük permetezésre, locsolásra, kapálásra, és a nemesített fajoknál jobban bírják a tavaszi fagyokat, és gyümölcsük is jobban eláll.

## Ősi gyümölcsfajták nevei

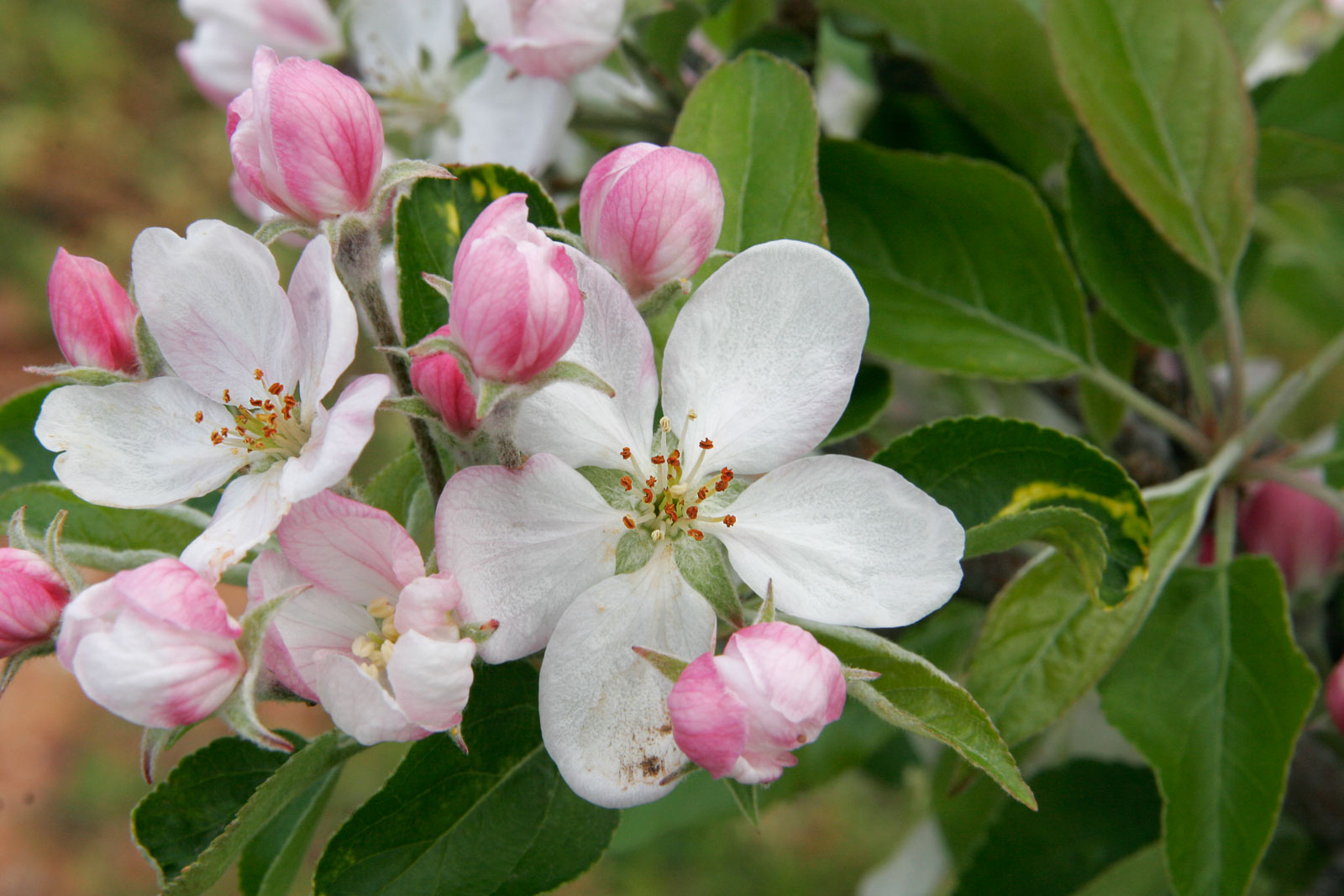
Almavirág

### Almafajták
Batul, Borízű alma, Bőralma, Fűzalma vagy Orbai nagy, Jánycsöcsű, Kenézi piros, Mohos alma, Nemes Sóvári, Nyári búzás, Nyári fehér édes, Piros cigányalma, Pogácsa alma, Sárgaédes, Sárga kormos, Szikkesalma, Tehen alma, Török Bálint, Zöld kormos, Darázsédes.

### Körtefajták
Árpával érő, Búzával érő, Eperrel érő, Citromkörte, Kálmán körte, Méz körte, Kozma körte, Pirosbélű, Rúddal érő, Vilmoscsászár, Zabbal érő körte.

### Meggyfajták

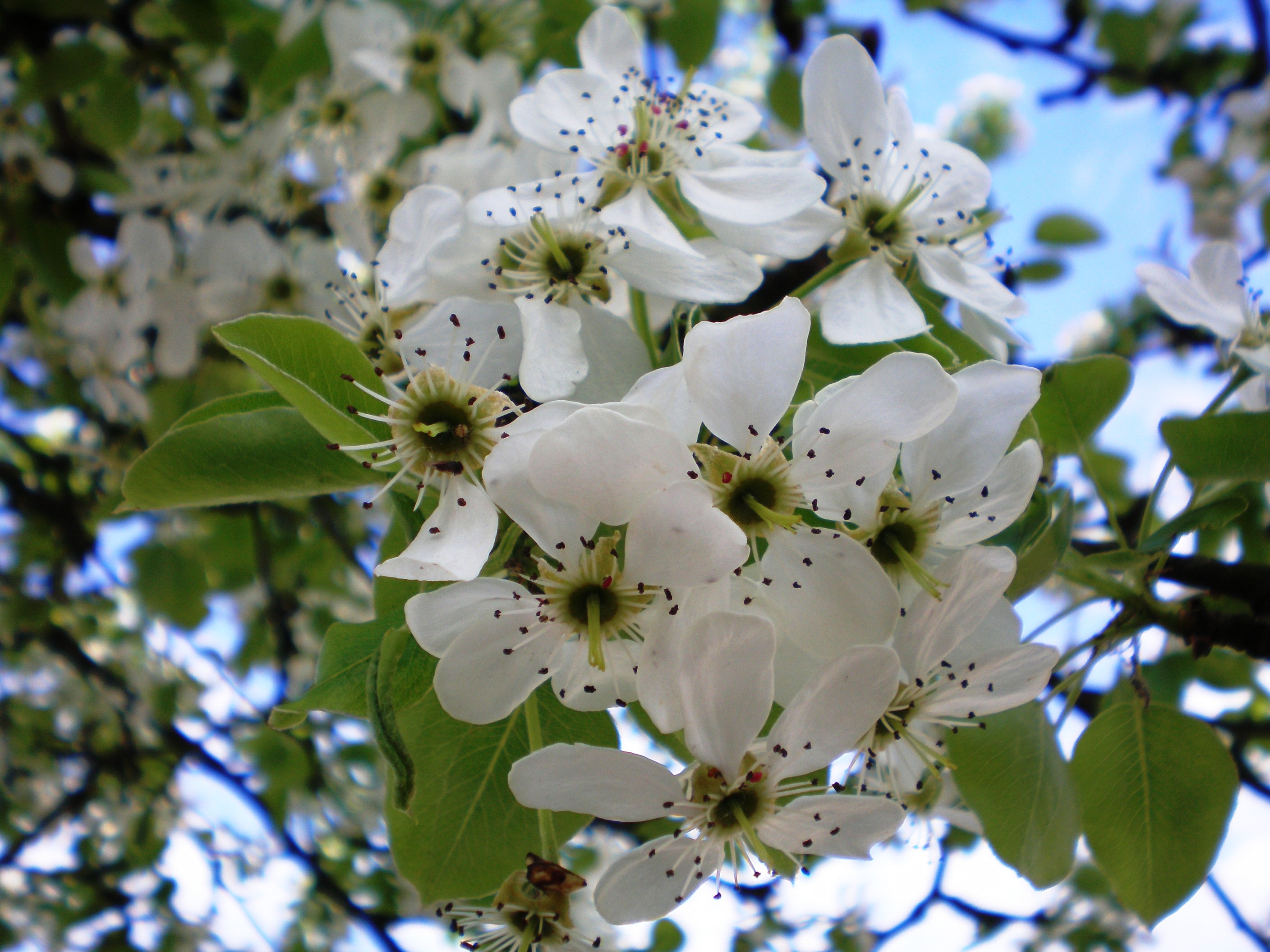
Virágzó körteág

Cigánymeggy, Hályogmeggy, Vörös meggy (a Tisza árterében)

### Szilvafajták
Luby Margit (1939) a Felső-Tisza és a Szamos alsó torkolata fölötti vidékét a szilva hazájának nevezte.
Ezen a vidéken négy szilvafaj is élt vadon emberemlékezet óta:
- A kökényszilva, vagy kékszilva (macskatökű), melynek gyümölcse alig nagyobb a kökénynél, de vele ellentétben éretten mézédes, azonban aszalásra, lekvárnak nem alkalmas, de kitűnő pálinka készíthető belőle.
- A penyigei, vagy nemtudomszilva, melynek gyümölcse tojásdad alakú, kétszer akkora mint a kékszilva és hamvasabb is. Ebből kitűnő lekvár készül, és aszalásra is alkalmas.

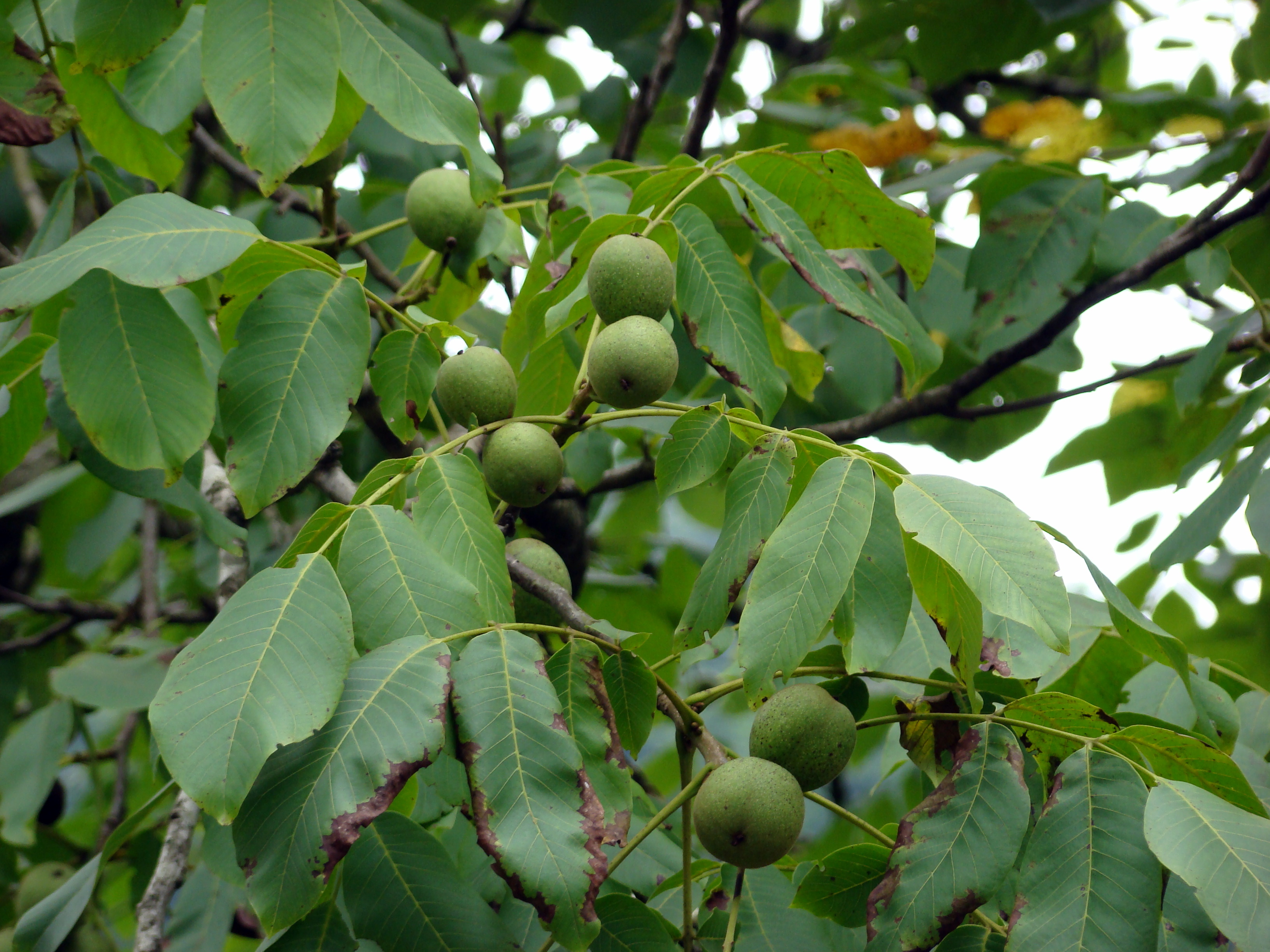
Dióág

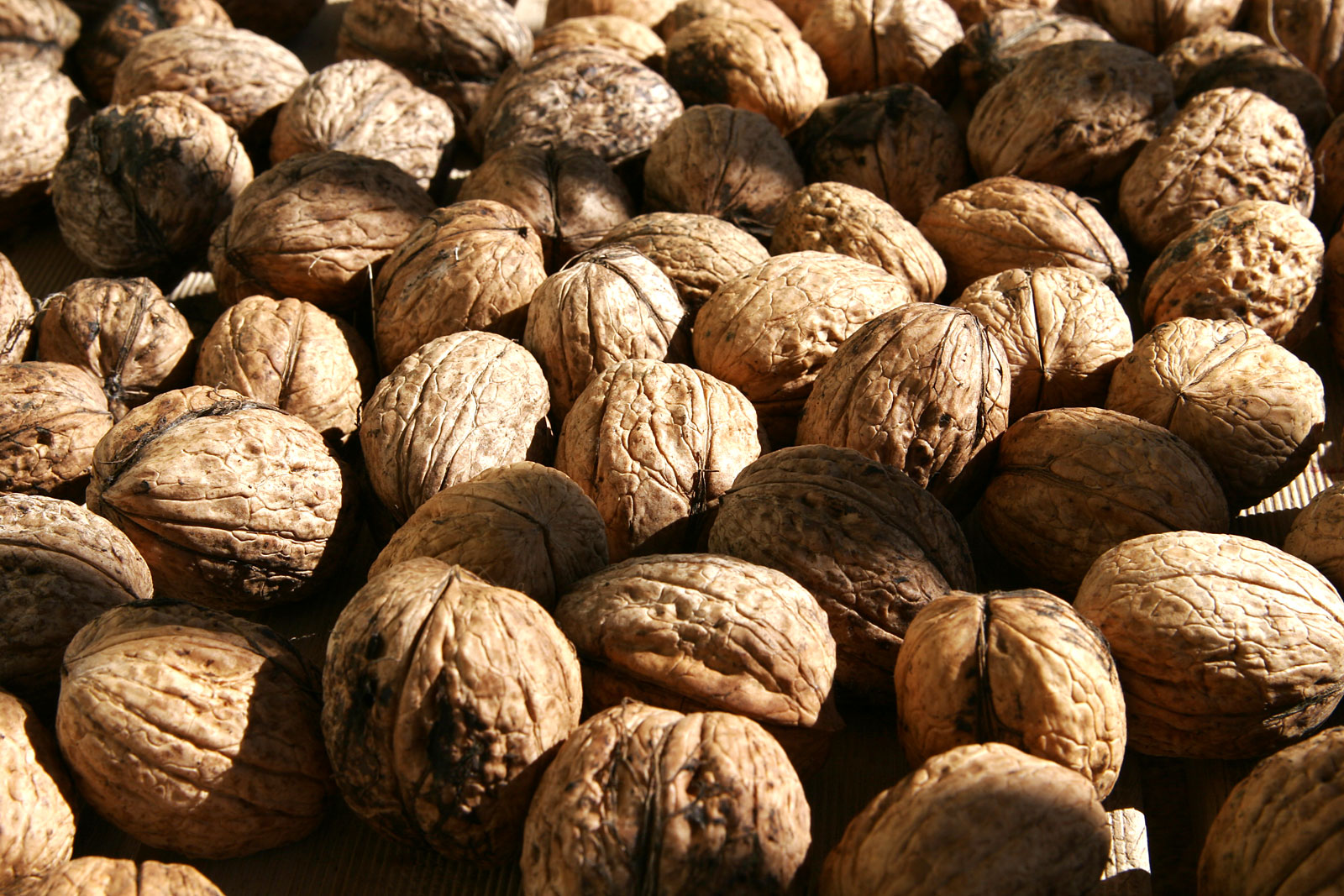
Dió

- A boldogasszonyszilva, ez nagyobb a penyigeinél, gömbölyű, setétveres-kék színű, és augusztus 15-én, boldogasszony napján   érik.
- A lotyószilva, vagy "fosószilva", mely a szilva- és barackfélék kedvelt vadalanya, az úgynevezett mirabolán, mely azonban csak pálinkának való.

Ugyanezen a vidéken mint félvad szilvafajtát tartják számon még  a duránci szilvát, melynek hosszúkás gyümölcse ízletes, nem magvaváló, evésre a legjobbnak tartott, valamint a berbencei szilvát, melynek neve valószínűleg a besztercei egyik névváltozata. Ez magvaváló, aszalásra és lekvárnak is jó.
Ismert még e tájon a júliusban érő veresszilva, valamint a nemtudomszilvához hasonló fecskeszilva, mely sárga színű, valamint a paradicsomszilva, mely színre és alakra is kis, gömbölyű paradicsomhoz hasonló.
A Tisza felső folyása és a Szamos mentén ismert még a Beregi datolya (Orsó szilva), Gömöri nyakas szilva, Korsószilva, Lószemű szilva is.

### Diófajták
A Tiszahát diótermesztéséről az első írásos adat a 16. századból maradt fenn; mely szerint a "Tiszahátról tutajon a tokaji piacra szállított 8 köböl diót Krakkóba".
A diófajták közül honos:
- Fás dió: mely apró szemű, nehezen feltörhető volt, melynek nagyobb volt a haja mint a bele.
- Milotai: mely kerek szemű, bőtermő, vékony héjú, könnyen feltörhető volt. * Papírhéjú: mely igen bőtermő, ha megérett szinte magától lehullott a fáról és az ujjak szorítására is összetört a héja.
- Tökös dió: igen nagyszemű, még egyszer akkora, mint a milotai, igen ízletes fajta volt.
- Tiszacsécsei dió.

### Somfajták

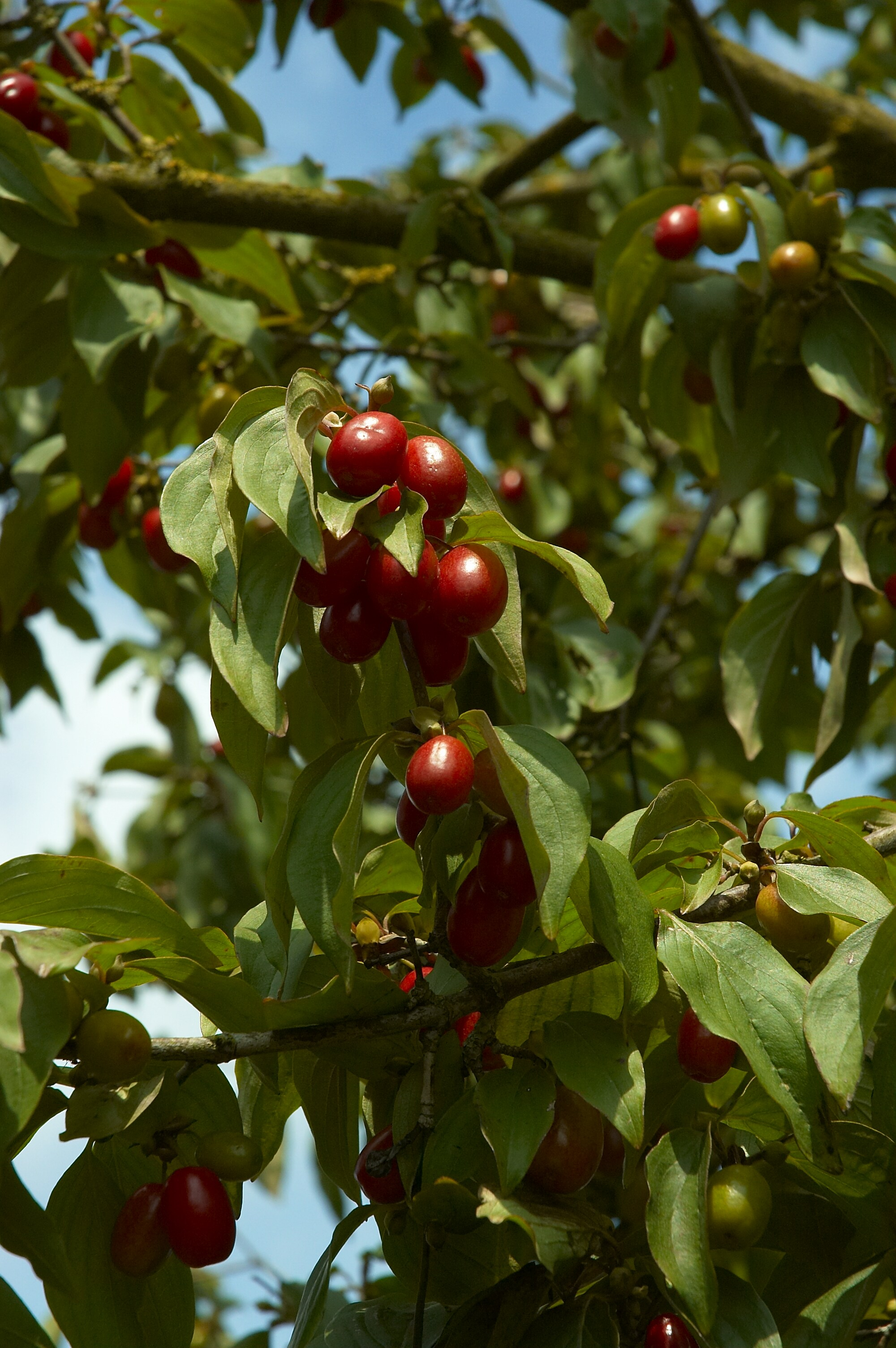
Húsos som termése

Valamikor ebből is 10-14 fajtát tartottak számon, a Túr mellékén, Túristvándi környékén például 2 fajtáját ismerték: az egyik kisebb és savanyúbb szemű volt, a másik nagyszemű, kevésbé savanyú som volt, melyből a helyiek levest, lekvárt főztek.
Somból mára Császló határában található a leghíresebb; gyümölcsre, súlyra és mennyiségre is a legjobb, s nem igényesebb a többinél.
A császlói somfa talán Európa legöregebb húsos somfája. Ez a som a valóságban nem igazán fa, hanem egy óriási méretűre nőtt bokor, mely 7 méter magas, és koronája átmérője 8 méter.
A sok viszontagságot megért, öreg somfa Császló, Palotakert dűlőben található, valószínűleg az egykori kastélyt övező kertek fáinak egyik megmaradt példánya lehet, és a fa már a kastélypark telepítése előtt több száz évvel is itt állhatott.

## Gyümölcsfeldolgozás
A Tisza, Szamos és Túr ártereiben termett gyümölcsöt a környék lakossága többféle formában használta fel. A szilvából és más gyümölcsöket legfőképp nyersen fogyasztották, de készítettek belőle habart levest is, mely különösen hidegen kitűnő étel volt. Azonban legfőképpen lekvárnak használták fel. A szilvalekvárt például kenyérre kenve  főleg a gyermekeknek, vagy a kifőzött tésztára (mocskoslaska), palacsintákhoz, buktákhoz használták fel.
A hulló, értéktelenebb gyümölcsből pedig pálinkát főztek. A pálinkafőzés régente nagyrészt házilag történt.

### Lekvárfőzés

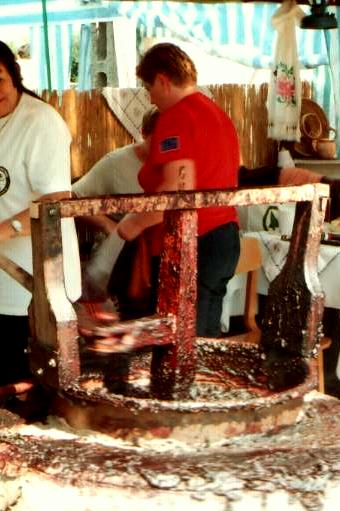
Szatmárcseke, Szilvalekvárfőző verseny

A Szatmárban és Beregben termelt gyümölcs, főleg a szilva nagy részét lekvárnak dolgozták fel.
A lekvárfőzés általában szeptemberben kezdődött, ekkorra már puha, és szép hamvas volt a nemtudom szilva. Ilyenkor, kora ősszel, ha esténként végigment az ember a környék falvain, mindenünnen a cibere jellegzetes, kellemes illata érződött.
A lekvárfőzés a környék falvainak életében egy szórakoztató társas munka volt, melynél általában nagyszámú fiatal is összegyűlt.
A falvakban minden háznál - a pitvarban - vagy a nyárikonyhában volt katlan, melybe a lekvárfőző üstöt helyezték. De volt olyan szokás is, hogy a lekvárfőzéshez egy tégla alakú nagy gödröt ástak, a gödör végébe pedig kis padmalyt vágtak, mely fölött az üstnek megfelelő lyukat alakítottak ki: a tűzhely és a lyuk között 50–60 cm vastag föld volt. Ilyen gödrös megoldást általában csak az agyagos, fekete földes helyeken használták.
A lekvárfőzéshez általában már előre elkészítették a szükséges dolgokat, a hozzávaló kellékeket megtisztították, az üst fenekét sárral letapasztották, hogy a lekvár oda ne égjen, és a lekvárfőzés kezdetére megszáradjon.
A katlanba helyezték az üstöt, melynek a füléhez erősítették a vitorlát, illetve a vitorla rúdját. A keresztfa közepén levő lyukban forgott a vitorla tengelye a vitorlákkal. A vitorlának négy szárnya volt, melynek alja pontosan illeszkedett az üst fenekéhez, de mégsem ért hozzá teljesen, mivel egy pecekkel úgy állították be, hogy teljesen ne érintkezzen. A tengely felső végén levő keresztfához csapolták a vitorlaforgató rudat. Ennek segítségével megállás nélkül kavarták a ciberét, illetve a lekvárt. A lekvár az idő múltával egyre öregedett, éjféltájt már csak pöfögött az üstben. ekkor a tűzre "csontárt" dobtak még, hogy ne egyszerre aludjon ki a tűz, majd végleg eloltották, de még ezután is kavargatták, hogy hűljön a lekvár. Az üstből közben kivették a vitorlát, és az üstöt bevitték a házba lekvárral együtt. Ekkor a már előre elkészített többnyire 4-6 literes szilkékbe rakták át a lekvárt merőkanállal.
Reggel, mikor teljesen kihűlt a lekvár, hólyagpapírral lekötötték.

### Aszalás
A  fáról leszedett vagy levert gyümölcsöt házilag készült, 60x80 cm-es, hosszanti oldalai egy-egy deszkalap, fűzfavesszőből fontaszalókasokra terítették körülbelül kétújnyi vastagságban az aszalandó gyümölcsöt: szilvát, szeletelt almát, meggyet, körtét, somot.
De a különféle gyümölcsöt - más-más érésidejük miatt - nem egyidejűleg aszalták.
Régen általában aszalták a gyümölcsöt kemencében, ahova általában a kenyérsütés után tették be, de másnap, sőt harmadnap is kissé újrafűtötték a kemencét, hogy az aszalvány elkészüljön.
De aszalták a gyümölcsöt napon is. Ekkor tüllel takarták le a gyümölcsöt, ami nem volt a leggazdaságosabb eljárás, mivel a darazsak így is rászálltak, és a cukortartalmat kiszívták belőle.
Aszalásra a legalkalmasabb az úgynevezett aszaló, mely vályogból készült, ajtóval zárható 3x3 méter alapterületű szalmatetős épület volt, belül egy méter hosszú, 80 cm széles és 80 cm magas, domború tetővel.
Az aszalókemencét kívülről fűtötték. Az aszaló két oldalán 3-3 rétegben falba épített acélrudak voltak, ezekre helyezték az aszalókasokat.
Az aszalnivaló berakása után az aszaló ajtaját szinte légmentesen lezárták, majd a kemencét fokozatosan, előbb gyengén, majd egyre erősebben fűtötték. Majd 4-5 napi fűtés után hagyták a kemencét kihűlni. Miután kihűlt, az ajtót kinyitották és kiszedték az aszalványt, mely ekkor fekete és ragadós állagú volt. Ekkor az aszalás után a kasokat kirakták a napra, és addig hagyták száradni, míg enyhe szürkés színt nem kapott, és már nem ragadt.
Az így nyert aszalványt kosarakba vagy kendervászon tarisznyába rakták és a kamrában, szegre akasztva tárolták.
Sok helyen a szilva magját eltávolítva, a mag helyére egy gerezd diót téve is aszalták a gyümölcsöt, mely jó téli csemege volt.

## Történelmi adatok
A környék ártéri gyümölcsöseiről már a középkor óta vannak írásos adatok:
1573-ból fennmaradt levelében például I. Miksa Verancsics Antal érseket kérte meg, hogy saját kertje számára szerezzen oltványt a híres magyar gyümölcsfajtákból.
Az 1800-as években Luby Margit Szatmár megyéről szóló néprajzi írásaiban is említést tett a Tisza ártereinek dzsungelgyümölcsöseiről. Akkoriban még 8-10 almafajtát, 4-4 féle dió-, körte- és szilvafajta volt ismert a környéken.
Az 1800-as évek végén, 1900-as évek elején Borovszky Samu írta, hogy a tiszaháti és szamosháti almák már a régi időkben híresek voltak, és tutajon szállították le a Tiszán a magyar Alföldre.
A második világháború előtt Kisar község határában egy fennmaradt jegyzői feljegyzés szerint 36.000 termő gyümölcsfát számoltak össze.
A kisari ártéri gyümölcsös mára már védett, és egyben génbank is.

## Galéria

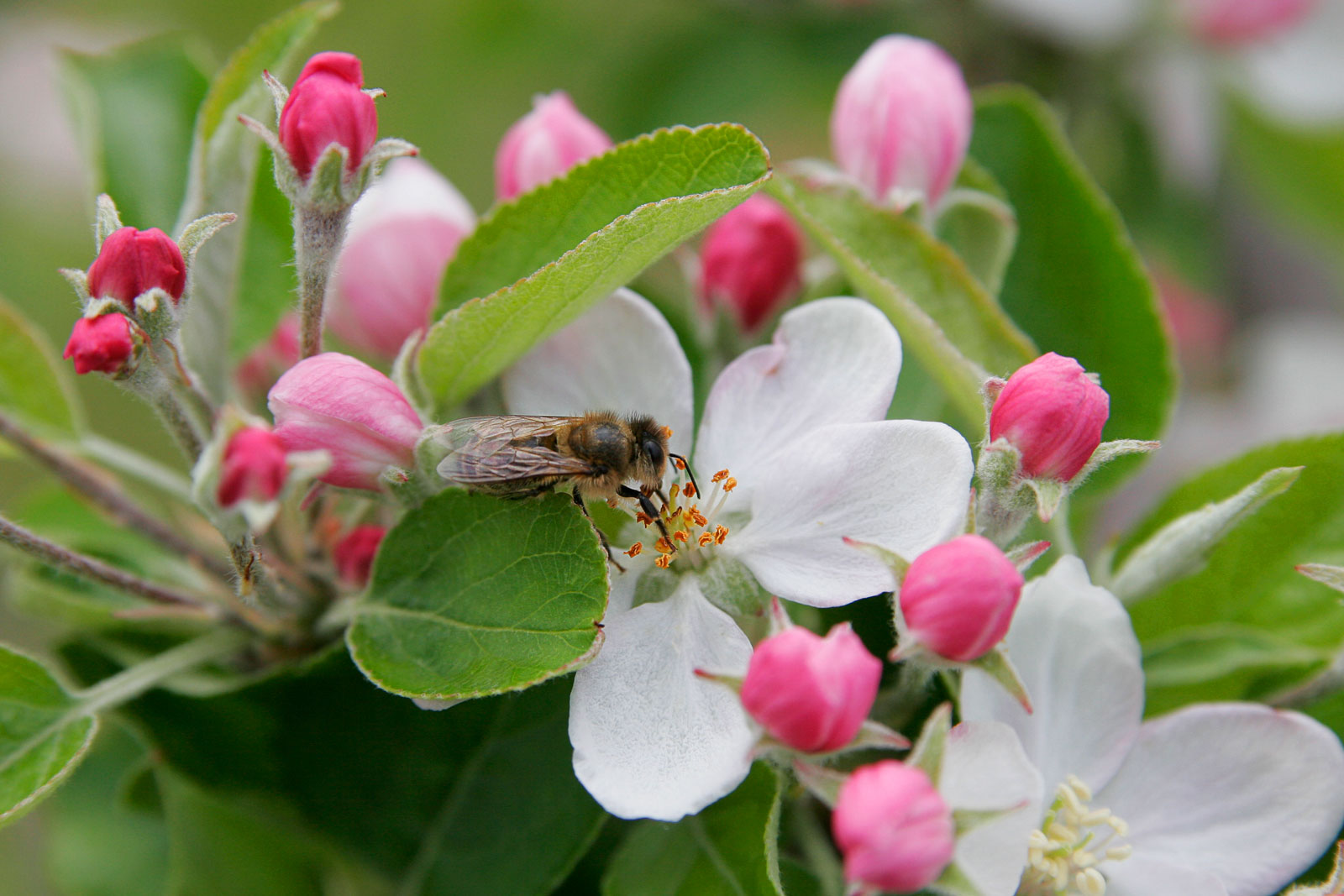
Virágzó almafaág
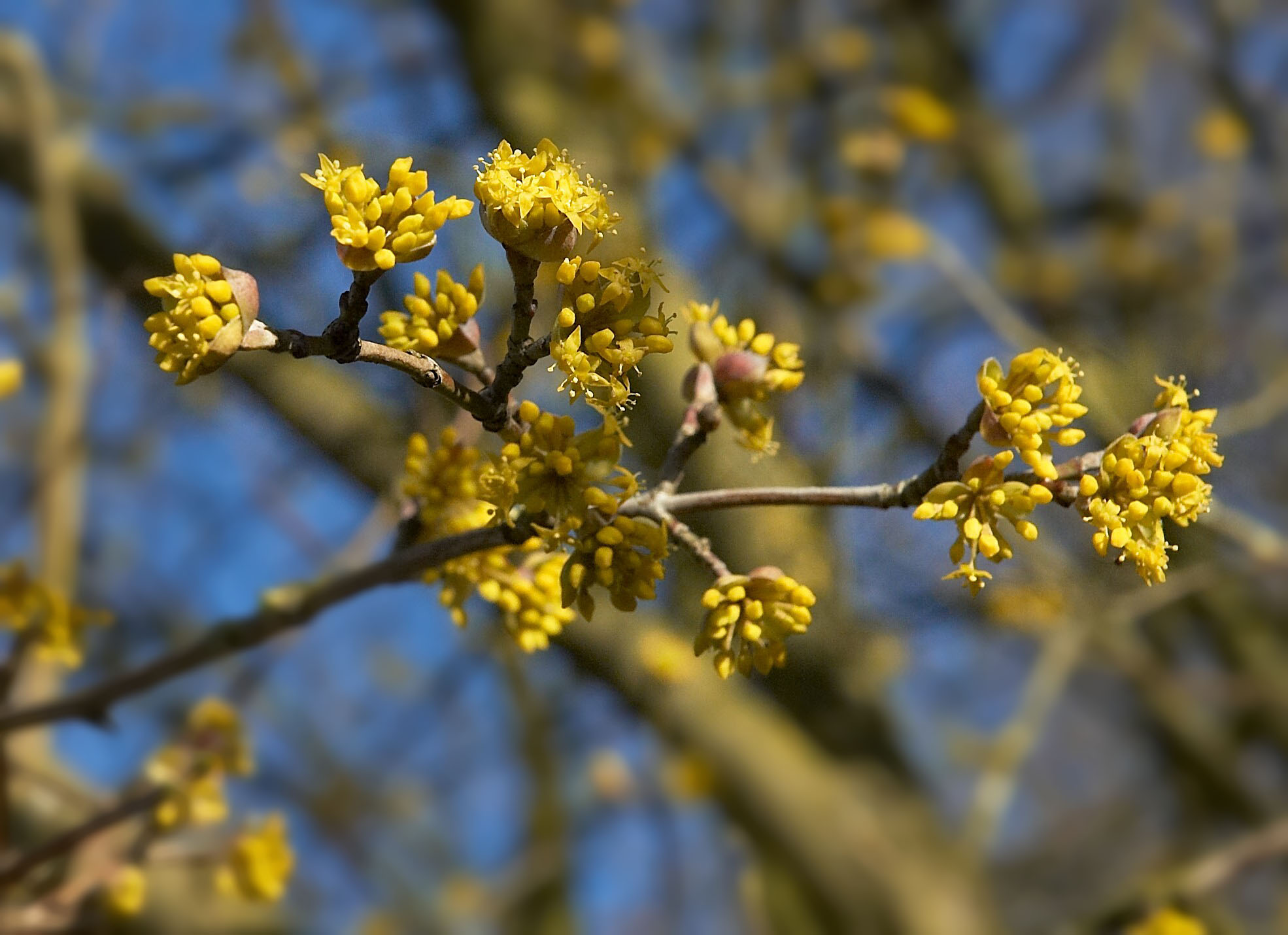
A som virága